# Wolfgang von Tobien
Wolfgang Ludwig von Tobien (ur. 19 maja 1891 w Rydze) – niemiecki prawnik i działacz samorządowy.

## Życiorys
Urodził się w rodzinie Niemców bałtyckich, syn Alexandra, historyka rolnictwa i statystyka (1854–1929) i Berthy von Holst (1867-). Studiował prawo na Uniwersytecie w Dorpacie (1912-1918). Po wzięciu udziału w działaniach I wojny światowej, którą zakończył w stopniu porucznika, w 1921 wraz z rodziną zmuszony był przenieść się do Gdańska. Przez lata był zatrudniony w Senacie Gdańskim (20.-1939). W 1939 pomagał przy organizacji administracji w Kraju Warty. Następnie powrócił do swojej dotychczasowej funkcji w Gdańsku. W 1943 nominowano go na komisarycznego nadburmistrza Sopotu. W 1944 otrzymał powołanie do Volkssturmu, m.in. kopiąc rowy nad Drwęcą. Powrócił do Gdańska w 1945, skąd ewakuowany został 2 marca tegoż roku ostatnim samolotem do Niemiec. Po wojnie pracował przez wiele lat w urzędzie skarbowym w Karlsruhe.